# هيدويجا رايشر
هيدويجا رايشر، من مواليد 12 يونيو 1884، وتوفيت بتاريخ 2 سبتمبر 1971، وهي ممثلة سينمائية ألمانية، شاركت في عدة أفلام، ومنها فيلم اعترافات جاسوس نازي.